# 都倉栄二
都倉 栄二（とくら えいじ、1915年（大正4年）1月27日 - 2000年（平成12年）7月4日）は、日本の外交官。イスラエル、ハンガリー、スウェーデン、アイスランドの大使を務めた。イスラエル大使時代にテルアビブ空港乱射事件に遭遇。息子に作曲家の都倉俊一。孫に女優の都倉伶奈とJリーガーの都倉賢。

## 略歴
神奈川県出身。旧制東京府立第八中学校（現東京都立小山台高等学校）を経て、ロシア文学に惹かれて東京外国語学校（現東京外国語大学）露語科に進む。
1934年、外務省入省。外務書記生となる。
ハイデルベルク大学留学、在ドイツ日本大使館勤務を経て、1936年、在ウラジオストク日本領事館に勤務。1941年10月、高等文官試験外交科（外交官及領事館試験）に合格。第二次大戦中はドイツとフィンランドでソ連情勢の分析に携わる。1945年1月、在満洲国日本大使館に赴任。特命全権大使の陸軍大将山田乙三の秘書官となる。満洲国瓦解に伴いソ連軍に連行され、シベリア抑留を経験。1947年に引き揚げて外務省に復帰。ソ連通として日ソ国交正常化交渉に参加。
1955年、在ドイツ大使館二等書記官、同年同一等書記官。1959年、欧亜局東欧課長。1964年、官房国際資料部外務参事官、同年在ベルリン総領事。
1967年、内閣調査室次長。1970年、特命全権大使としてイスラエルに赴任。1972年のロッド空港事件では涙を流しながらイスラエル国民への謝罪文を読み上げ、日本とイスラエルの断交を回避した。この時期から胃潰瘍を患う。1973年、駐ハンガリー大使に転任。ハンガリーでは長男俊一の結婚式を盛大に行う。
駐スウェーデン兼アイスランド特命全権大使を経て、1978年、外務省を退官。1979年、妻・久子に先立たれて一人暮らしとなる。1985年、勲二等旭日重光章を受章。財団法人世界の動き社理事長、社団法人国際交流サービス協会会長。1997年、外務省の外郭団体の仕事で出かけたアイスランドで転んで鎖骨を骨折。晩年は入退院を繰り返し、2000年に癌で死去した。ロッド空港事件後洗礼を受け、東京府中のカトリック墓地に眠る。

## 家族・親族
- 妻・久子（旧姓：高山(こうやま)、- 1979年）：ロッド空港事件ののち胃痛を訴えるようになり胃癌で死去。カトリック信者[4]。
- 長男・都倉俊一（1948年 - ）： 作曲家・歌手。第23代文化庁長官。元日本音楽著作権協会（JASRAC）会長。学習院大学卒。
- 同元妻・大信田礼子
- 二男・都倉裕二（1950年 - ）：研究者[5]。一橋大学卒、同大学院修了[6]。
- 同妻・由美子（1951年）：神戸海星女子学院大学卒[6]。
- 三男・都倉亮（1953年 - 2013年）：14歳までの合計11年間をドイツで過ごした帰国子女。10歳から14歳まで西ベルリンのアメリカンスクールで学び、中学2年の終わりに帰国。慶應義塾高等学校を経て[7]、慶應義塾大学経済学部を卒業後、三井物産に就職[8][9]。化学プラント部で1000億円規模のプロジェクトを任され世界中を飛び回る日々を送っていたが、34歳の時にクモ膜下出血で倒れ退職。北欧家具輸入販売の都倉インターナショナルを設立するも、2008年に中咽頭がんが見つかり、2010年に倒産[10][11][12]。著書に『諦めない生き方』致知出版社（2012/6/11）がある。
- 同妻・良子：フェリス女学院大学卒[6]。元日本航空国際線客室乗務員[5]。
- 孫・都倉賢（1986年 - ）：三男・亮の息子。プロサッカー選手。ポジションはフォワード。V・ファーレン長崎所属。慶應義塾大学出身。
- 同妻・村上萌（1987年 - ）：ライフスタイルプロデューサー。成蹊大学卒。
- 孫・都倉伶奈（1983年 - ）：三男・亮の娘。元準ミス日本で女優。英会話スクール「イングリッシュ・パートナーズ」代表。カリフォルニア芸術大学卒[13]。